# روبرت إتش. ماي
روبرت إتش. ماي هو شخصية أعمال وسياسي أمريكي، ولد في 28 نوفمبر 1822 في أوغستا في الولايات المتحدة، وتوفي بنفس المكان في 7 فبراير 1903. نشط حزبياً في الحزب الديمقراطي.